# Theologische Literaturzeitung
La Theologische Literaturzeitung (ThLZ), sottotitolo Monatsschrift für das gesamte Gebiet der Theologie und Religionswissenschaft, è la più antica e completa rivista di lingua tedesca sui temi teologici e storico-religiosi, con approccio interconfessionale e internazionale.

## Storia
La ThLZ fu fondata nel 1876 dal teologo Emil Schürer e dallo storico delle religioni Adolf von Harnack. Nell'appello inaugurale del giugno 1875, i fondatori si prefissarono come obiettivo lo studio di ognuna delle confessioni protestanti della Germania, favorendo i meriti accademici e non le correnti ideologiche. Annunciarono che una particolare attenzione sarebbe stata rivolta alla letteratura teologica degli altri paesi e mostrarono con tale premessa la propria adesione alla teologia liberale.
Veniva pubblicata due volte alla settimana e dal 1939 ha cadenza mensile, oltre agli "studi religiosi" presenti nel sottotitolo. Nel 1943 accorpò la più rigida rivista luterana Theologisches Literaturblatt, con cui dovette competere per diverso tempo, all'epoca redatta da Ernst Sommerlath. Inizialmente edita dalla J.C. Hinrichs di Lipsia, a causa del secondo conflitto mondiale interruppe le sue attività fino al 1947, quando venne trasferita a Berlino.
Proprio con il secondo dopoguerra divenne proprietà dell'Evangelische Verlagsanstalt, fondata durante l'occupazione sovietica che aveva privato delle proprie licenze i preesistenti editori. Ha continuato ad essere attiva nonostante vari tentativi di chiusura da parte del regime della Germania Est. Affrontò le difficoltà economiche legate alla riunificazione tedesca e nel 1991 la sede è di nuovo a Lipsia.

## Pratica editoriale
La rivista recensisce le pubblicazioni tedesche, ma anche scandinave e di lingua inglese, francese, spagnola e italiana. Ogni anno pubblica circa 600 recensioni e 12 saggi e a gennaio e luglio esce un doppio numero. I saggi su un tema speciale si trovano all'inizio di ogni numero, per proseguire con le recensioni a volte anche in inglese e francese.
I testi prodotti, che siano scritti per iniziativa degli autori o richiesti dalla redazione, sono sottoposti alla revisione tra pari. Vengono generalmente trattati dieci argomenti, scelti fra i seguenti:
- Generale;
- Studi religiosi;
- Studi classici;
- Ebraismo;
- Studi biblici;
- Antico Testamento;
- Nuovo Testamento;
- Storia generale della Chiesa;
- Storia della Chiesa antica e archeologia cristiana;
- Storia della Chiesa medievale;
- Storia della Chiesa riformata;
- Storia della Chiesa moderna;
- Storia della Chiesa del Novecento e dell'età contemporanea;
- Storia della teologia e dottrina cristiana;
- Arte e letteratura cristiana;
- Filosofia e filosofia della religione;
- Teologia sistematica generale;
- Teologia sistematica dogmatica;
- Teologia sistematica etica;
- Teologia pratica;
- Educazione cristiana;
- Diritto ecclesiastico;
- Studi ecumenici;
- Teologia interculturale e studi sulla missione.

## Direttori
I direttori della ThLZ dalla sua fondazione:
- Emil Schürer (1876-1880);
- Emil Schürer e Adolf von Harnack (1881-1909);
- Adolf von Harnack, Hermann Schuster e Arthur Titius (1910);
- Hermann Schuster e Arthur Titius (1911-1921);
- Emanuel Hirsch (1921-1930);
- Walter Bauer (1930-1939);
- Hans-Georg Opitz (1939-1941);
- Kurt Aland (1941-1958);
- Ernst Sommerlath (1958-1983);
- Ernst-Heinz Amberg (1983-1995);
- Hans Weder (1995-2000);
- Ingolf Ulrich Dalferth (2000-2020);
- Christoph Markschies (2020-).